# Piotr Prokopowicz (pszczelarz)

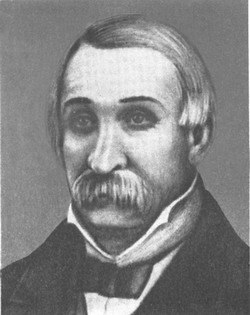
Piotr Prokopowicz

Piotr I. Prokopowicz (1775–1850) – ukraiński pszczelarz, pionier hodowli pszczół opartej na racjonalnych zasadach. Jego pomysły przyczyniły się do postępu w pszczelarstwie. Skonstruował jeden z pierwszych uli ramowych.
Prokopowicz studiował na Akademii Mohylańskiej w Kijowie.